# Sandelsches Museum

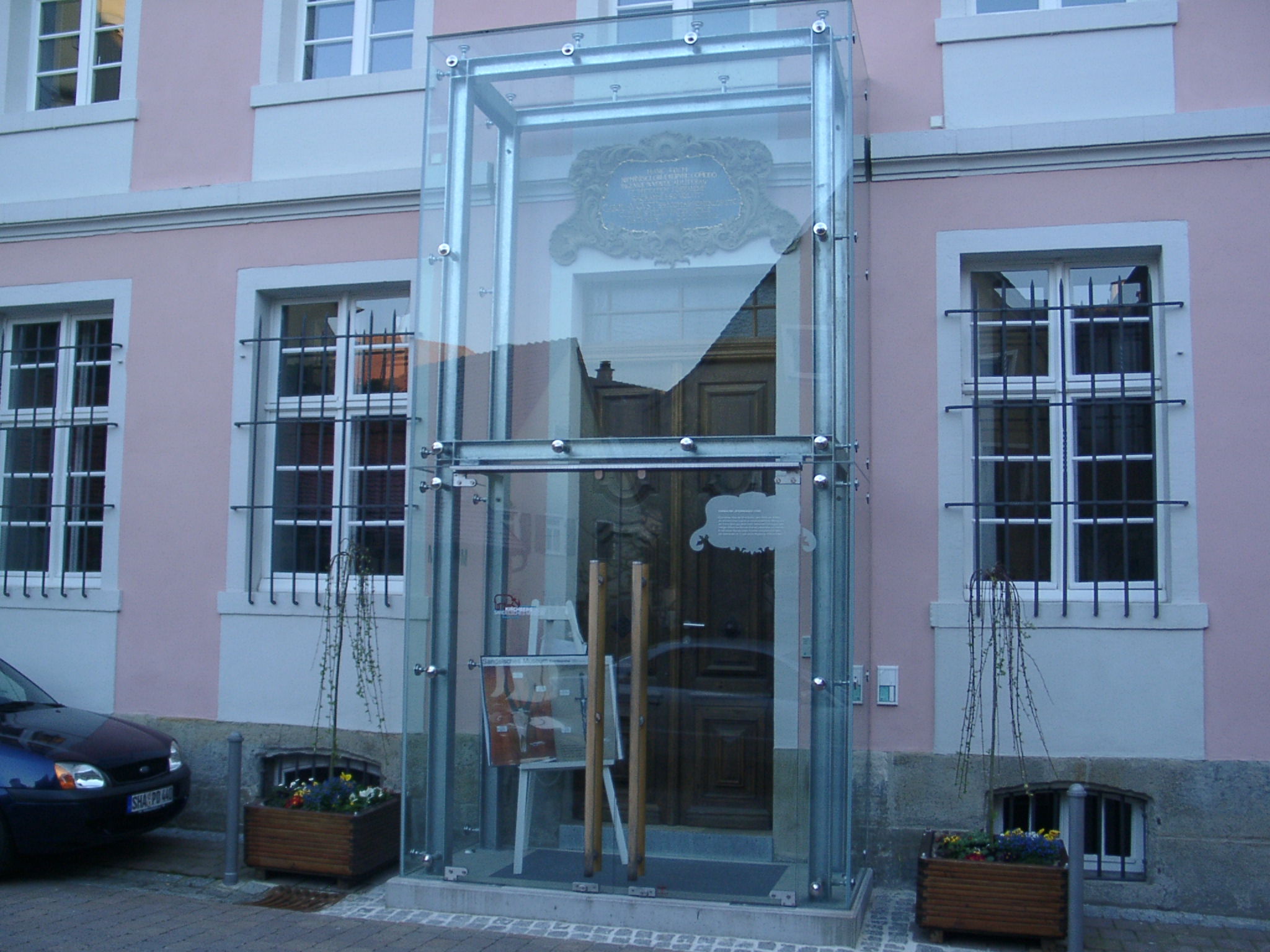
Portal

Das Sandelsche Museum in Kirchberg an der Jagst ist das von der Stadt getragene Heimatmuseum. Es ist seit 1972/73 in der Alten Schule untergebracht, einem Barockbau von 1748. 2004 wurde es mit einer neuen Ausstellungskonzeption wieder eröffnet.
Namensgeber war der Kriegsgerichtsrat Theodor Sandel (1861–1927), der seine wertvolle Sammlung der Stadt übertrug. Die Eröffnung erfolgte im Jahr 1930. Weitere Stiftungen: Möbel und Objekte des Schriftstellers Georg Harro Schaeff-Scheefen und seiner Ehefrau, Waffen und Trophäen aus Kamerun, zusammengetragen vom Kolonialoffizier Freiherr Kurt von Crailsheim.